# Ядовитость винограда и изюма для собак
Употребление винограда и изюма является потенциальной угрозой для здоровья и жизни собак. Оно может повлечь острую почечную недостаточность с анурией. Это явление впервые было выявлено Центром борьбы с отравлением животных (ЦБОТ; Animal Poison Control Center), которым руководит Американское общество по предотвращению жестокого обращения с животными. С апреля 2003 по апрель 2004 ЦБОТ зафиксировал около 140 случаев отравления, в том числе 50 животных с начальными симптомами, и 7 летальных случаев.
Клинические данные свидетельствуют о том, что потребление изюма и винограда может быть смертельным для собак, но механизм отравления до сих пор неизвестен.

## Причина и патология
У некоторых собак при употреблении винограда и изюма возникает почечная недостаточность. Животные могут отравиться и бессемянными, и семенными видами винограда, купленными в магазине и выращенными дома; был и случай отравления спрессованным виноградом с винодельческого предприятия. Подозревается, что в механизме отравления участвует микотоксин, но он не был обнаружен в винограде или изюме, попавшем в организм поражённых собак. Минимальная опасная доза также не определена, но в одном исследовании дана оценка ≥ 3 г/кг для винограда или изюма. Наиболее часто у собак развивается проксимальный канальцевый некроз почек. В некоторых случаях в клетках почечного эпителия обнаружено скопление неустановленного золотисто-коричневого пигмента.

## Клинические признаки и диагностика
Рвота и диарея часто являются первыми клиническими проявлениями отравления виноградом или изюмом. Они часто появляются в течение первых нескольких часов. Кусочки винограда или изюма могут присутствовать в рвоте или кале. Дальнейшие проявления включают слабость, отсутствие аппетита, усиленную жажду и боль в животе. Острая почечная недостаточность развивается в течение 48 часов. Анализ крови может выявить повышение азота мочевины, креатинина, фосфора и кальция.

## Лечение
Если собака съела виноград или изюм в течение последних двух часов, рекомендуется спровоцировать рвоту, например апоморфином. Дальнейшее лечение может предусматривать потребление активированного угля для адсорбции остатков токсинов в желудочно-кишечном тракте и внутривенную терапию жидкостью в течение первых 48 часов для провоцирования диуреза и предотвращения острой почечной недостаточности. Рвота как симптом лечится противорвотными средствами, а желудок можно защитить от уремического гастрита антагонистами рецепторов H2. Тщательно контролируется уровень креатинина, кальция, фосфора, натрия и калия. Диализ крови (гемодиализ) и перитонеальный диализ могут использоваться для поддержки почек, если развивается анурия. Олигоурию (уменьшение выработки мочи) можно лечить дофамином или фуросемидом для стимуляции выработки мочи.
Негативный прогноз может быть связан с олигоурией или анурией, слабостью, осложнённой походкой и сильной гиперкальциемией (повышением уровня кальция в крови).